# Alan Seeger
Alan Seeger (New York, 22 giugno 1888 – Belloy-en-Santerre, 4 luglio 1916) è stato un poeta e militare statunitense.
Il fratello Charles fu noto musicologo e padre di Pete Seeger, il noto cantautore popolare, del quale quindi Alan era zio.

## Biografia
Appena dopo un anno dalla sua nascita la famiglia si trasferì a Staten Island dove rimase per nove anni. Nel 1900 un nuovo trasferimento, questa volta in Messico. La permanenza colà durò solo due anni ma il nuovo paese influenzò molto l'immaginazione del futuro poeta.
Nel 1906 Alan Seeger entrò all'Università di Harvard, dopo aver frequentato parecchie scuole preparatorie d'élite, ove divenne anche editore e collaboratore dell'Harvard Monthly. Qui ebbe come compagno di studi il coetaneo Thomas Stearns Eliot. Laureatosi nel 1910, si spostò nel Greenwich Village risiedendovi per due anni e vivendo allegramente da giovane bohémien.
Trasferitosi a Parigi, nel Quartiere Latino, per continuare il suo stile di vita di intellettuale itinerante, nell'agosto del 1914 Seeger si arruolò nella Legione straniera francese per poter combattere la prima guerra mondiale contro gli imperi centrali (gli Stati Uniti entrarono in guerra a fianco degli alleati solo nel 1917). Fu colpito dai proiettili di una mitragliatrice durante un combattimento a Belloy-en-Santerre e morì, si dice, con il sorriso sulle labbra: una delle sue famose poesie, I Have a Rendezvous with Death, che fu pubblicata postuma, dimostra come in effetti uno dei temi ricorrenti nella sua opera di poeta fosse il desiderio di finire la sua vita ancor giovane con un atto glorioso.

## Poesia
Le poesie di Seeger non furono pubblicate fino al 1917, un anno dopo la sua morte e non ebbero molto successo a causa, a detta dei critici, del suo linguaggio alato e idealistico, qualità che non erano più di moda nei primi decenni del secolo ventesimo.
Il Poema fu recensito sul periodico The Egoist, ove i critici sostennero che Seeger fu molto severo nel suo lavoro e vi mise molta passione. «L'opera è ben scritta, e piuttosto all'antica, il che è quasi un fattore positivo. Egli è molto fluente, pesantemente descrittivo e solenne, ma la sua solennità non è mera formalità letteraria e va in profondo. Alan Seeger, come può attestare chi lo ha conosciuto, visse la sua vita totalmente su questo piano, con impeccabile dignità poetica: tutto ciò che lo riguardava ne era in armonia.»